# Saga Gourma
Saga Gourma (auch: Sagagourma) ist ein Dorf im Arrondissement Niamey V der Stadt Niamey in Niger.

## Geographie
Das von einem traditionellen Ortsvorsteher (chef traditionnel) geleitete Dorf befindet sich am Fluss Niger im Osten des ländlichen Gebiets von Niamey V, an der zur Staatsgrenze mit Burkina Faso führenden Nationalstraße 27. Zu den umliegenden Siedlungen zählen das Stadtviertel Saguia im Nordwesten, das Dorf Gorou Banda im Südosten und der Weiler Boulel im Westen.
Bei Saga Gourma verläuft ein in den Niger mündendes Trockental, der Saga Gourma Gorou. Das Trockental hat eine Länge von 20 Kilometern und ein Einzugsgebiet von mehr als 230 Quadratkilometern. Das Wort gorou kommt aus der Sprache Zarma und bedeutet „Trockental“.

## Geschichte
Der französische Forschungsreisende Georges Joseph Toutée, der Ende des 19. Jahrhunderts am Niger unterwegs war, erwähnte Saga Gourma, das Dorf der Gourma, als Gegenstück zur Hausa-Siedlung Saga am gegenüberliegenden Flussufer. Das Dorf lag bis Ende des 20. Jahrhunderts außerhalb der Stadtgrenzen von Niamey und gehörte zum Arrondissement Kollo.

## Bevölkerung
Bei der Volkszählung 2012 hatte Saga Gourma 2403 Einwohner, die in 311 Haushalten lebten. Bei der Volkszählung 2001 betrug die Einwohnerzahl 569 in 86 Haushalten und bei der Volkszählung 1988 belief sich die Einwohnerzahl auf 1491 in 184 Haushalten.

## Wirtschaft und Infrastruktur
In Saga Gourma gibt es ein einfaches Gesundheitszentrum (case de santé) und eine Grundschule. Die Schule war in den 1970er Jahren an einem groß angelegten Schulfernsehen-Projekt beteiligt, aus dem das erste nationale Fernsehprogramm der staatlichen Rundfunkanstalt ORTN hervorging. Südlich des Dorfs steht das Dieselkraftwerk Gorou Banda, das 2017 in Betrieb genommen wurde.